# Massariakrankheit
Die Massariakrankheit, oder auch nur Massaria ist eine Pilzkrankheit hervorgerufen durch den Schlauchpilz Macrodiplodiopsis desmazieri (Synonym: Splanchnonema platani), der Platanen befällt. Durch den Sprödbruch dickerer Äste stellt die Massariakrankheit eine erhebliche Beeinträchtigung der Verkehrssicherheit dar und ist zu einem ernstzunehmenden Problem in der Baumpflege geworden.

## Merkmale
Die Fruchtkörper, die Pseudothecien sind ins Wirtsgewebe eingesenkt, einzeln oder gehäuft und abgeflacht kugelig. Sie messen 500 bis 900 Mikrometer im Durchmesser und 400 bis 600 Mikrometer in der Höhe. Sie sind schwarz mit einem Geflecht of dunklen, braunen Hyphen. Die Peridie ist 4 bis 50, manchmal bis zu 100 Mikrometer dick. Die Schläuche sind zylindrisch bis breit keulig und sind 150 bis 200 Mikrometer groß (mit Extremen von 110 bis 250 Mikrometern) und 27 bis 35 Mikrometern breit. Die Ascosporen sind fast eiförmig, dunkelbraun und messen 46 bis 66 × 13 bis 17,5 Mikrometer. Ihre Enden sind stumpf oder spitz. Die Sporen besitzen eine feingenarbte Oberfläche und sind sehr unsymmetrisch, meist sind sie drei- bis fünffach septiert. Das erste Septum ist liegend und eingeschnürt. Ein bis drei Septen befinden sich im oberen Teil, ein Septum im unteren Teil der Spore. Sie sind oft von einer 2 bis 6,5 Mikrometer dicken Schleimschicht eingehüllt. Das Myzel ist im Gewede eingesenkt, verzweigt, septiert und braun.
In der Nebenfruchtform bilden sie Pyknidien, einzeln oder in Büscheln. Sie sind eingesenkt im Wirtsgewebe unter der Epidermis, kugelig, einkammerig, dunkelbraun bis schwarz und dickwandig. Sie werden 500 bis 1000 Mikrometer groß. Die äußeren Wandschichten bestehen aus einer Textura porrecta (ein Gewebe aus dünnwandigen, parallelen, nur wenig verflochtenen Hyphen), die Basis besteht aus einer Textura angularis (ein Parenchym-ähnliches Gewebe) und wird blasser und durchscheinender, je näher beim konidiogenen Bereich. Paraphysen sind nicht vorhanden. Die Konidienträger bestehen nur aus den kondiogenen Zellen. Diese sind durchscheinend, glatt, nicht verwachsen, fassförmig bis zylindrisch, dickwandig, mit mehreren durchlaufenden Sprossungen. Die blassbraunen, dickwandigen, feinwarzigen Konidien messen 35 bis 40 × 18 bis 20 Mikrometer. Sie sind ellipsoid bis keulig, meist dreifach septiert, manchmal auf mit einem Längsseptum. die Lumina sind meist stark reduziert und von dunkelbraunen Zellwandablagerungen umgeben. Die Basis ist abgestutzt mit einer kleinen Randkrause, der Apex ist stumpf. Die Konidien sind von einer schleimigen Schicht umgeben.

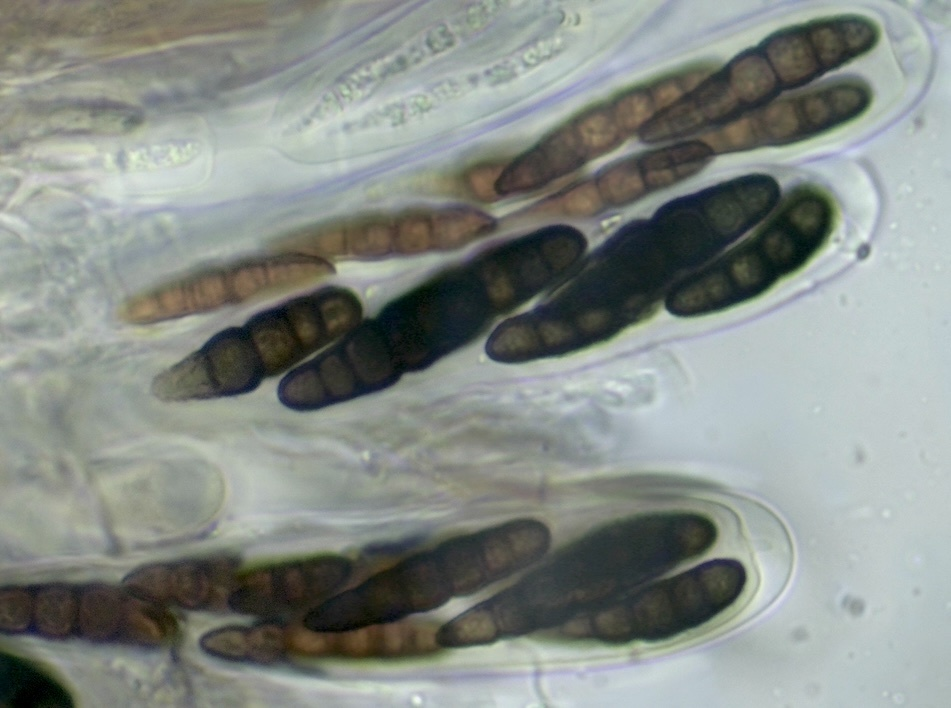
Asci (Schläuche) mit Ascosporen

## Symptome

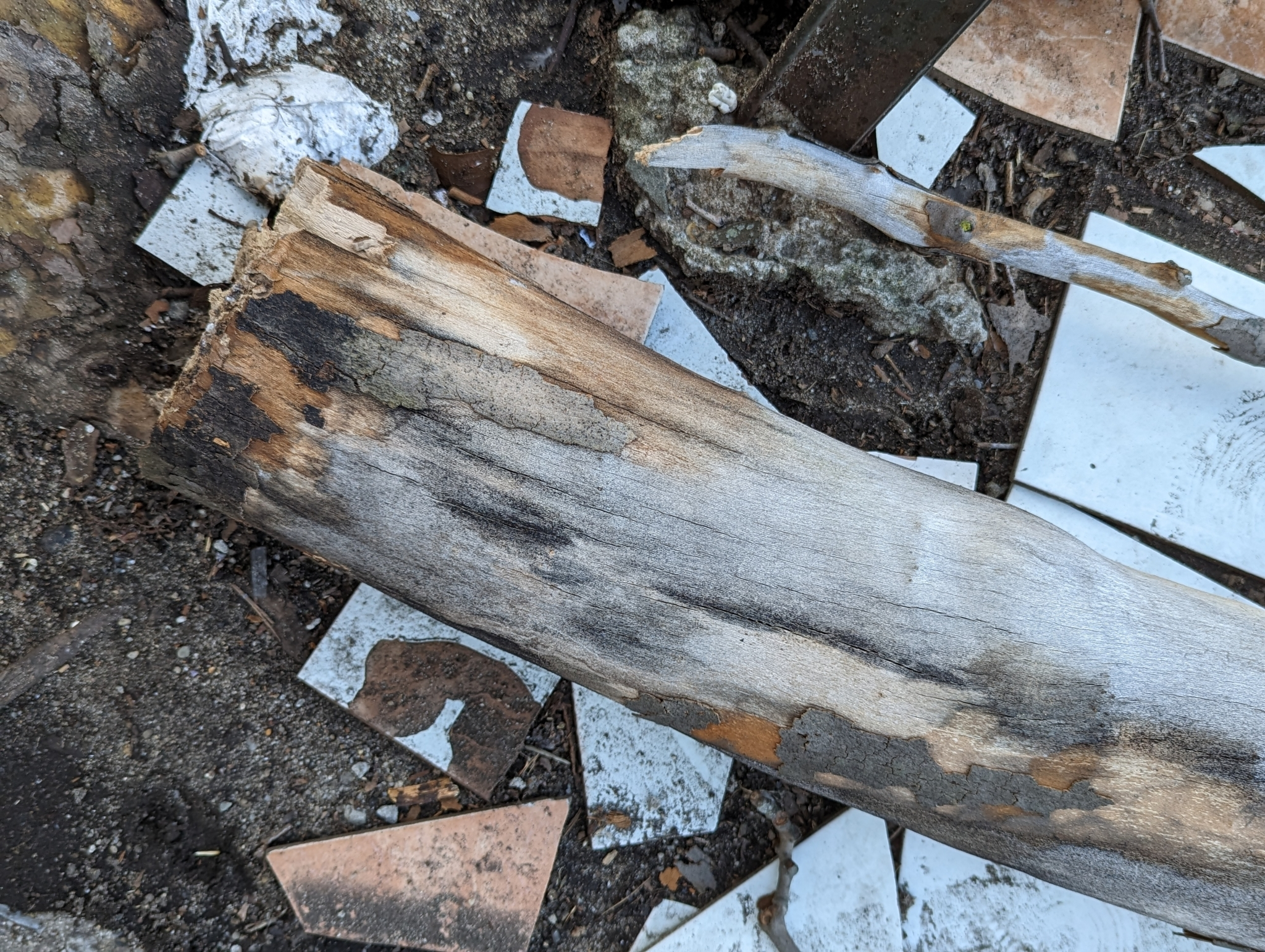
Abgefallener Platanenast mit der Massariakrankheit

Die Infektion zeigt sich an mehreren Symptomen. Das häufigste Symptom ist eine Braunfärbung des befallenen Astes, der gleichzeitig in der gesamten Länge abstirbt. Aus anderen Gründen abgestorbene Platanenäste verblassen normalerweise nur. Weitere Symptome sind deutlich schwerer zu erkennen: Bei befallenen Ästen verfärbt sich im Anfangsstadium auf der Oberseite des Astesdie Rinde rötlich-violett, bei längerer Befallsdauer kommt es auf der Oberseite, nahe dem Astansatz zu einem streifenförmigen Absterben der Rinde. Oft befindet sich auf der Rinde ein schwarzer Belag, der durch die Sporen des Pilzes gebildet wird. Unter dieser schwarzen Verfärbung kommt es zu einer sehr raschen Holzzersetzung. Selbst Starkäste (Ø ab 10 cm – 20 cm) können innerhalb von vier Monaten durch Sprödbruch versagen und abbrechen. Kennzeichnend ist auch die Schwarzverfärbung an Ästen direkt am Astkragen. Die Bruchstelle ist durch die Abschottung des Astes relativ glatt. Bei näherem Betrachten zeigen sich stecknadelgroße, schwarze Punkte im stammnahen Bereich. Bei jüngerem Befall kann man bei aufgeschnittenen Ästen eine keilförmige Infektion beobachten, die bis zur Astmitte reicht. Der Befall durch die Massariakrankheit ist nicht kontinuierlich an einem Baum erkennbar, d. h. in den Folgejahren können die Symptome ausbleiben oder in unregelmäßigen Abständen auftreten.

## Verbreitung und Ökologie
Zuerst entwickelt sich unter dem Periderm des Wirts die Nebenfruchtform mit den Pyknidien. Später findet die Fruchtkörper der Hauptfruchtform in den tiefer liegenden Schichten. Der Pilz entwickelt sich vor allem in warmen und trockenen Sommern. Vermutlich kam der Pilz schon immer an Platanen vor und war für die Astreinigung (ein mengenmäßig auffälliger und scheinbar ohne äußeren Auslöser stattfindender Abwurf von Ästen) verantwortlich. Die Art kommt auf verschiedenen Platanen in Nordamerika und Europa vor. Er war lange in Europa auf den Mittelmeerraum beschränkt und wurde in Deutschland erstmals 2003 nachgewiesen., im selben Jahr auch erstmals in Großbritannien. 2005 wurde die Massariakrankheit auch in der Schweiz, 2007 dann in Österreich erstmalig nachgewiesen.

## Maßnahmen
Die Massariakrankheit kann weder biologisch noch chemisch bekämpft werden.
Für die Baumkontrolle, beziehungsweise die Verkehrssicherungspflicht, ergibt sich daraus: Die Kontrollintervalle müssen bei Befall verkürzt werden und Äste laut FLL „Richtlinien für die Regelkontrolle an Bäumen“ zeitnah bearbeitet werden, beziehungsweise ist die sofortige Beseitigung und Wiederherstellung der Verkehrssicherheit einzuleiten. Da nicht vorhersehbar ist, welcher Ast als nächster befallen wird, sind vorsorgliche Schnittmaßnahmen fachlich nicht vertretbar. Gefährdete Bäume sind in kurzen Intervallen zu kontrollieren, und befallene Äste, insbesondere Grob- und Starkäste, sind gegebenenfalls zu entfernen.

## Systematik und Taxonomie
Die Art wurde als erster in der Nebenfruchtform von Jean Pierre François Camille Montagne 1849 als Hendersonia desmazieri beschrieben und 1922 von Franz Petrak als Macrodiplodiopsis desmazieri geführt. Die Hauptfruchtform beschrieb als erstes Vincenzo de Cesati 1854 als Sphaeria platani und dann 1861 vom selben Autor dann als Massaria platani, wodurch sich der Name für die Krankheit herleitet. 1982 stellte dann Margaret Elizabeth Barr die Art zur Gattung Splanchnonema als Splanchnonema platani und dieser Name war dann lange der gültige Name. Allerdings bestätigten 2015 Pedro Crous und Mitarbeiter zum einen, dass die DNA-Sequenzen von Macrodiplodiopsis desmazieri identisch sind mit DNA-Isolaten aus Ascosporen von Splanchnonema platani, bevorzugen aber die Gattung Macrodiplodiopsis, da  die Typusart Splanchnonema pustulatum von Splanchnonema nur entfernt verwandt ist mit Macrodiplodiopsis. Trotzdem wird Splanchnonema platani zurzeit (2023) noch von Index Fungorum als gültig anerkannt anerkannt.